# 聖ゲオルギー・リボン
聖ゲオルギー・リボン（せいゲオルギー・リボン; ロシア語: георгиевская ленточка, georgiyevskaya lentochka; 聖ゲオルギーのリボン、ゲオルギーリボン、またはソビエト連邦の文脈では親衛隊リボンとも表記される）はロシア軍の象徴で、黒とオレンジの二色模様で、3本の黒と2本のオレンジの縞から構成されている。黒は火薬、オレンジは火を象徴しているとされている。このリボンの色合いは ロシア帝国、ソビエト連邦、そして現在のロシア連邦によって授与されるの多くの軍の高位勲章の構成要素として使用されてきた。

## 概要
21世紀初期には聖ゲオルギー・リボンは、第二次世界大戦（旧ソビエト連邦構成国では大祖国戦争として知られている）の東部戦線の戦没者を追悼し、従軍経験者をサポートするためのアウェアネス・リボンとして認識されるようになり、戦勝記念日が近づくと無料で市民に配布され、記念日関連行事の重要な象徴として使用されている。
ロシアでは愛国心や国民の結束の象徴、そしてロシア連邦政府へ支援を公の場で示す手段として広く人気を得ている。
しかし2014年以来、このシンボルはウクライナやバルト三国などの一部旧ソ連構成国の間では、親露や分離主義感情との関りから大変物議を醸すものへと変わっていった。
聖ゲオルギー十字の配色とは違い、ロシアの聖ゲオルギーリボンは黒とオレンジの同幅の縞で、ドラゴンスレイヤーの聖ゲオルギーのものは白い背景に赤い十字で構成されている。

## 歴史
2005年、ジャーナリストらによって発案された。その後、ロシア通信のジャーナリストらにより草の根運動イニシアチブとして始まった。

### 2022年の戦勝記念日

2022年のロシアによるウクライナ侵攻への支持表明で使用されているハッシュタグ「#СвоихНеБросаем（我々は彼らを見捨てない）」が添えられたZの形をした聖ゲオルギー・リボン

2022年ロシアのウクライナ侵攻さなかに開催された5月9日の戦勝記念日の各地のの式典では、例年通り聖ゲオルギー・リボンがロシアでの装飾に多用され、モスクワ「赤の広場」で演説を行ったプーチン大統領の背広の襟にも同リボンが留められていた。
同年の記念日で特徴的だったのは、聖ゲオルギー・リボンがウクライナ侵攻への支持と武力抗争勝利を示すシンボルとなった文字「Z」の形で各地で装飾に使用されたことであった。
ウクライナ南東部の要衝で激戦地のマリウポリでは、親露派によって約300メートルにも及ぶ聖ゲオルギー・リボン模様の横断幕が掲げられ、行進が行われた。マリウポリはロシアによって制圧宣言がだされていたが、この時点ではアゾフ連隊が市内のアゾフスターリ製鉄所で未だ抵抗を続けていた。

## ギャラリー

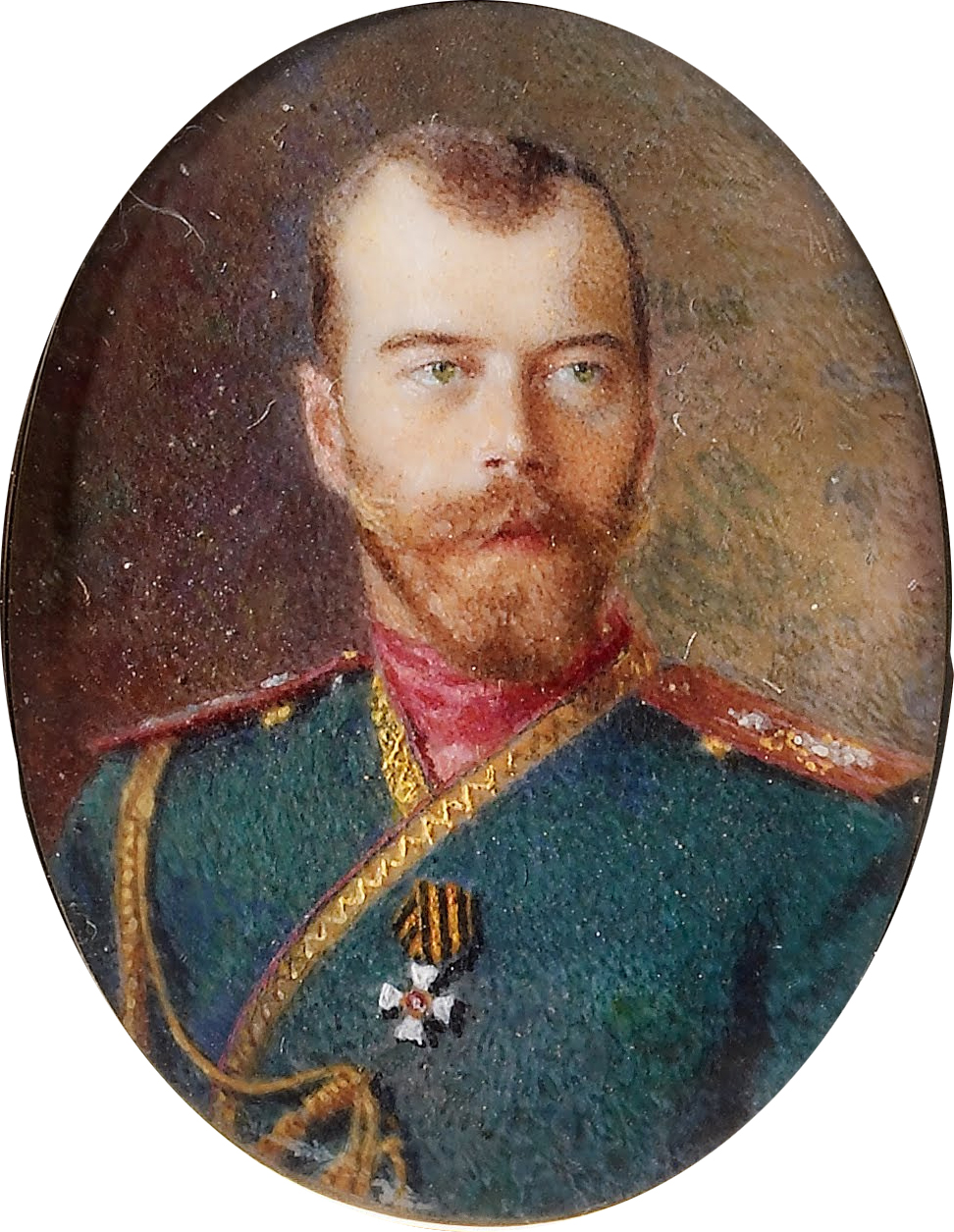
聖ゲオルギー勲章（英語版）4等受章者のロシア帝国皇帝ニコライ2世
聖ゲオルギー勲章（英語版）のサッシュをまとうロシア帝国皇帝エカチェリーナ2世
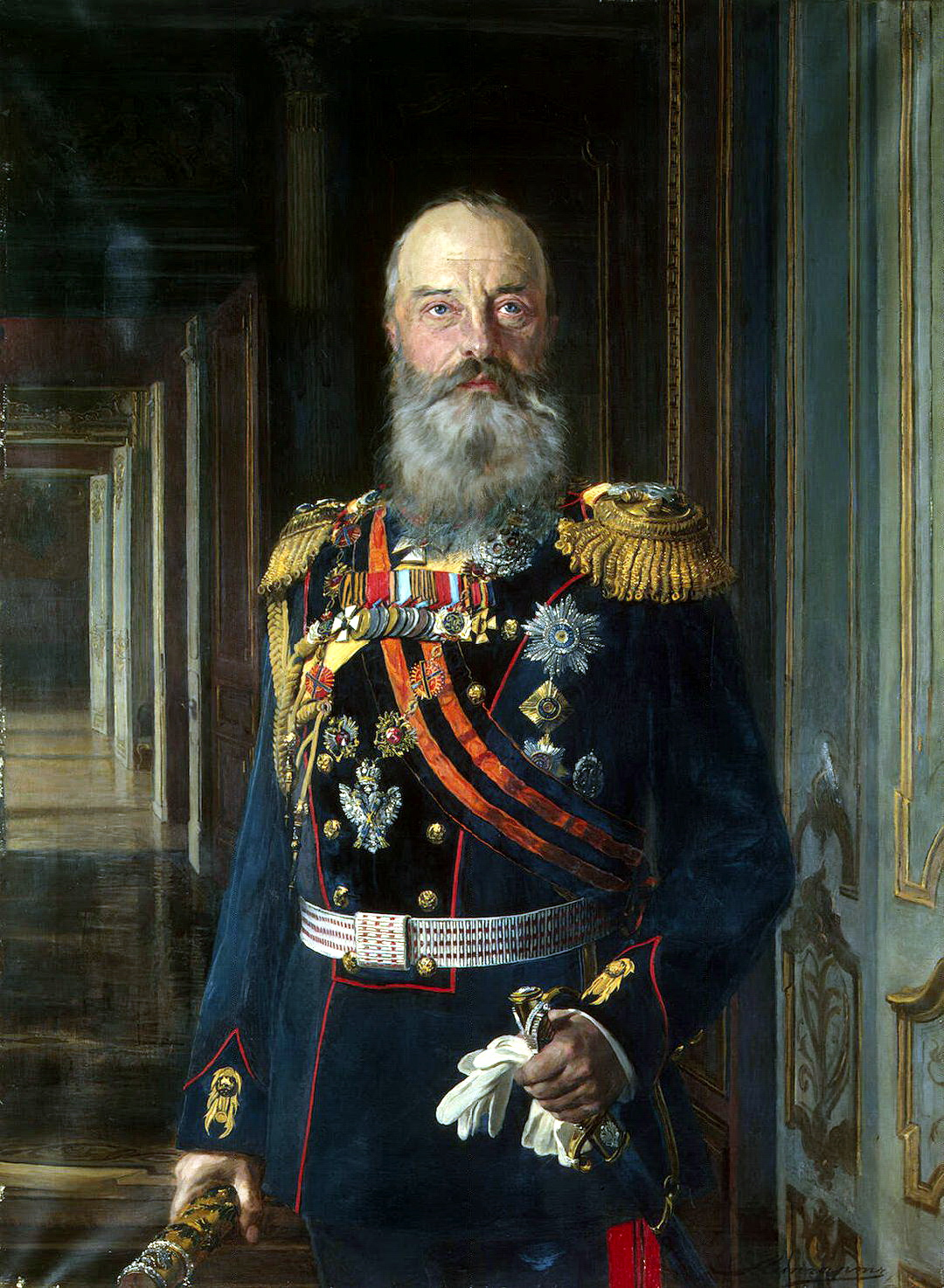
聖ゲオルギー勲章（英語版）1等サッシュをまとうロシア大公ミハイル・ニコラエヴィチ
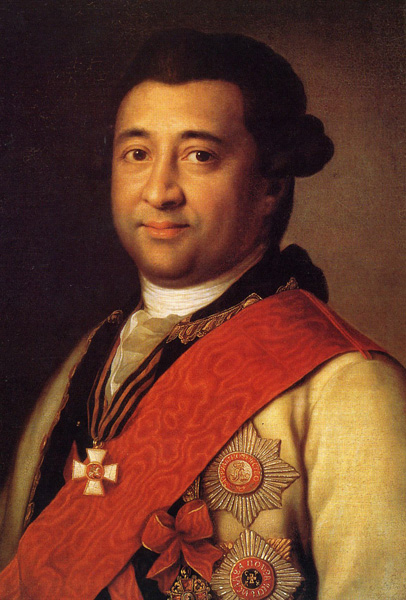
イワン・ガニバル（英語版）と聖ゲオルギー・リボン
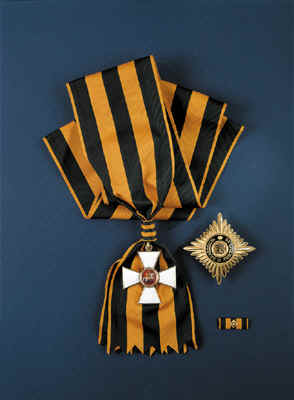
聖ゲオルギー勲章（英語版）1等の十字架、星章、そしてサッシュ
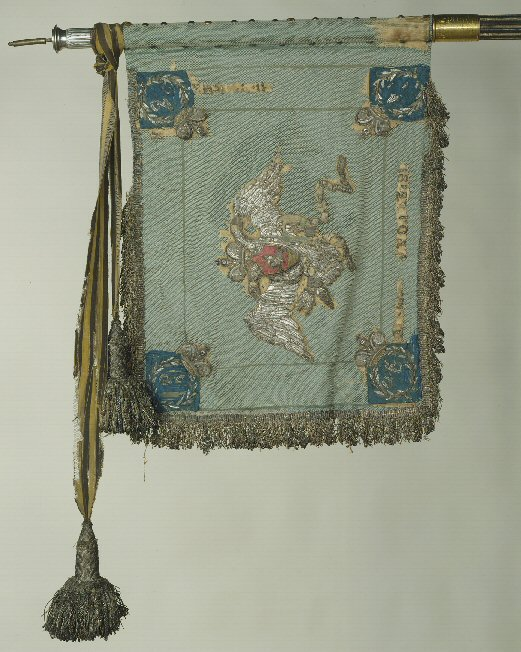
聖ゲオルギー・Life Guard Cuirassier Regiment（胸甲騎兵の近衛連隊）の帝王旗（1817年）
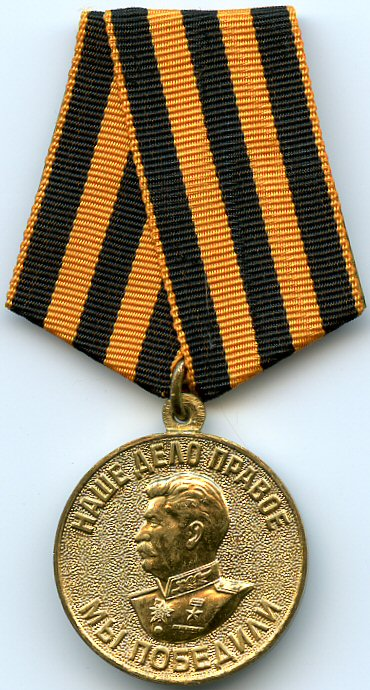
1941年-1945年大祖国戦争における対ドイツ戦勝記章
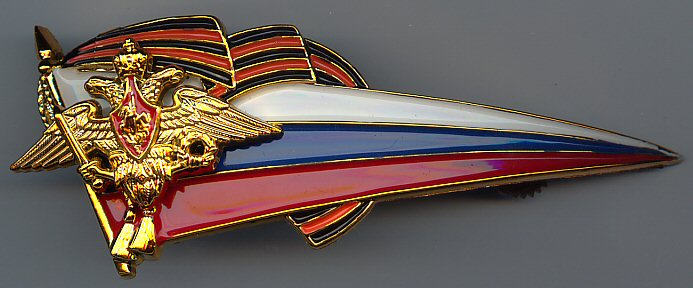
あるロシア連邦親衛隊ベレー帽用の聖ゲオルギー・リボン付きバッジ
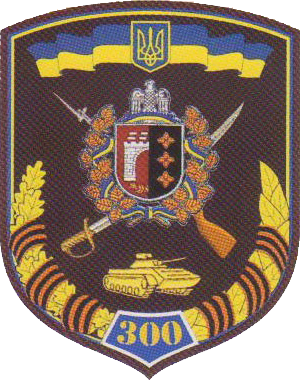
第300機械化歩兵連隊 (ウクライナ)（英語版）の肩章（2013年に解隊）
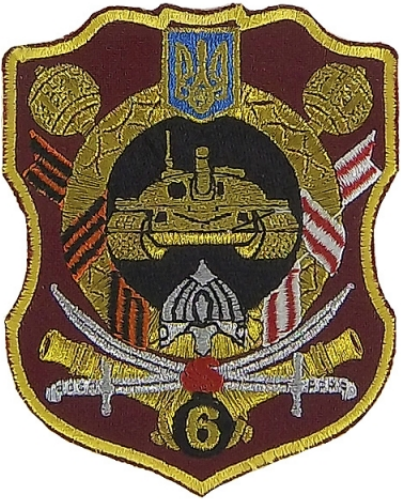
第6陸軍工兵隊 (ウクライナ)（英語版）の袖記章 (2013年に解隊)
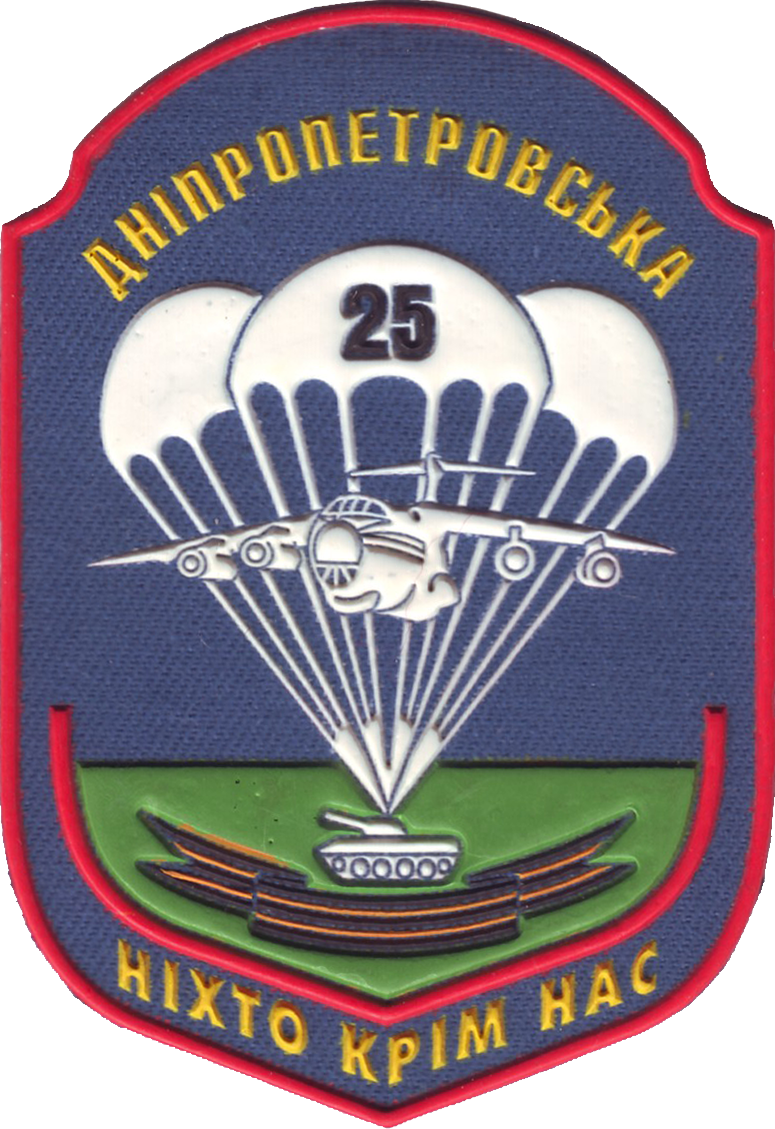
第25独立空挺旅団 (ウクライナ空中機動軍)の旧徽章
ロシア軍軍車両に施される赤い星と聖ゲオルギー・リボンのデカール
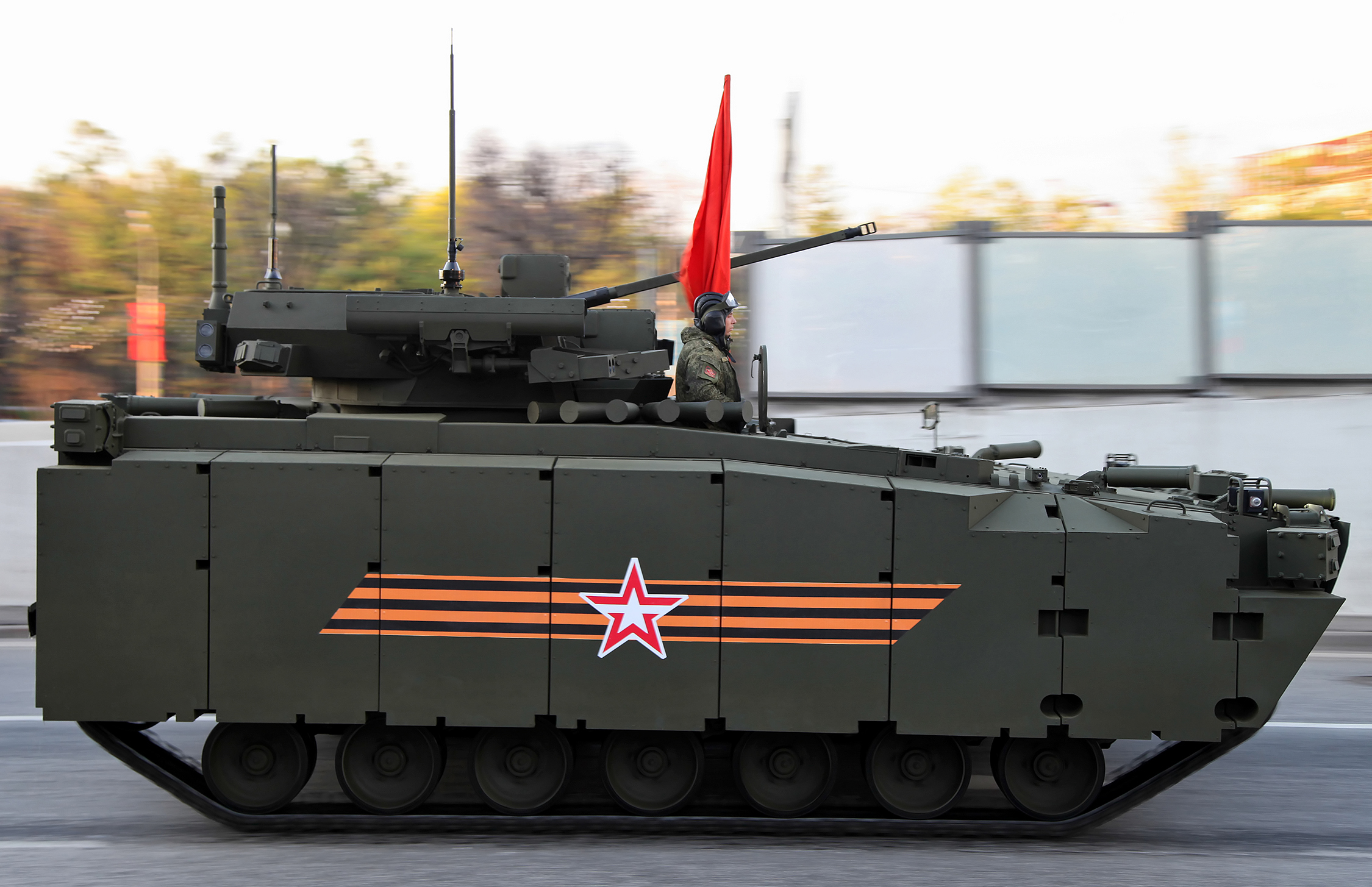
聖ゲオルギー・リボンのデカールが付けられたクルガネツ-25
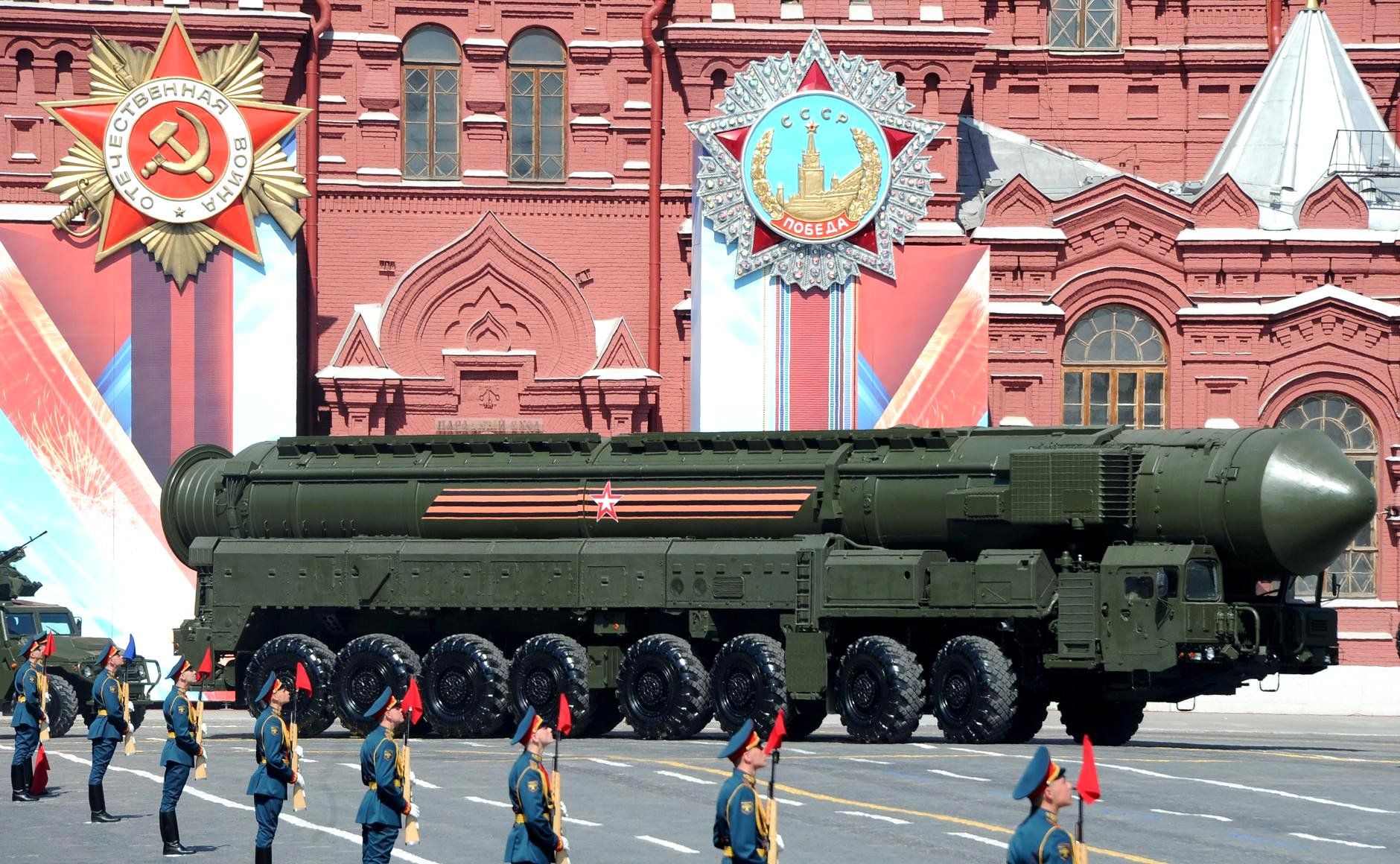
戦勝記念日の赤の広場の軍事パレードへ参加するトーポリM（ミサイル）
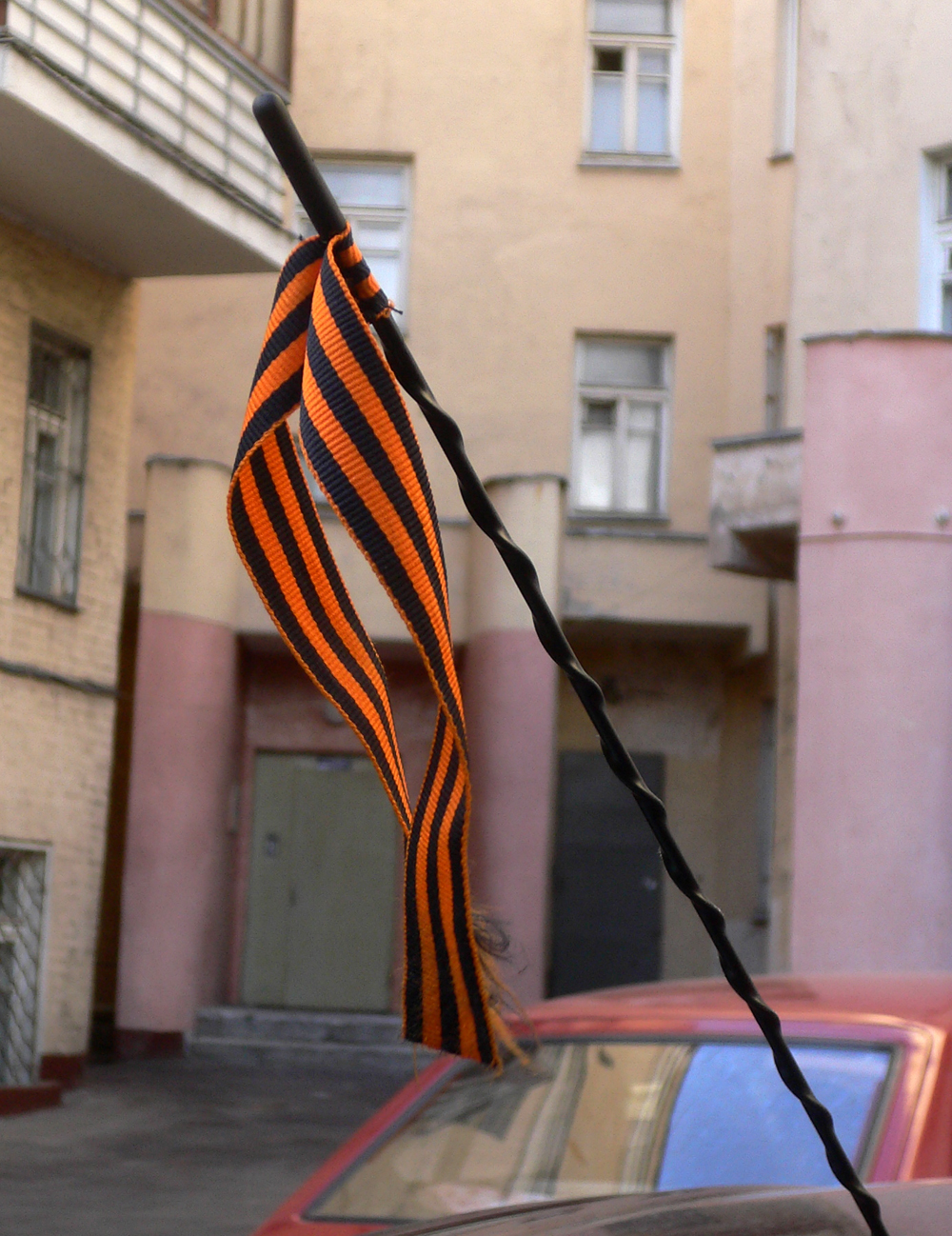
モスクワにて車のアンテナに付けられた聖ゲオルギー・リボン（2008年5月）
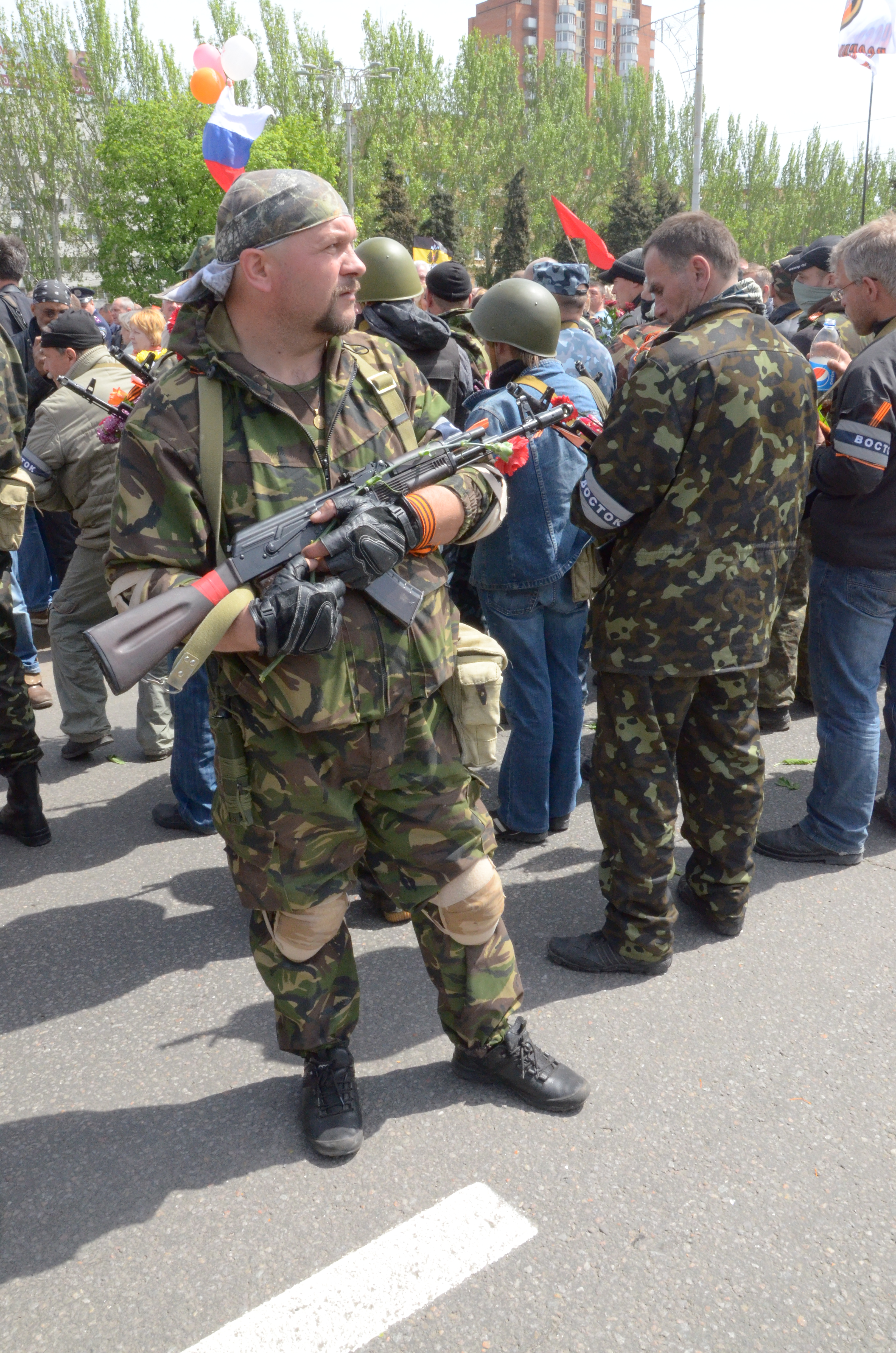
親露の分離主義者であるウクライナ・ドンバスのヴォストーク大隊隊員が付けている聖ゲオルギー・リボンの腕章